# Hartville, Wyoming
Hartville är en småstad i östra Wyoming i USA, belägen i Platte County omkring 10 km norr om Guernsey, Wyoming. Staden hade 62 invånare vid 2010 års folkräkning.

## Historia
Området bosattes på 1870-talet av malmletare på jakt efter guld, silver, koppar, onyx och järn. Hartville är en av Wyomings äldsta städer, med kommunalt självstyre etablerat 1884. Staden hade sin blomstringsperiod omkring sekelskiftet 1900 och många av byggnaderna som konstruerades under denna period finns bevarade, bland annat stadens fängelse. En rik västerntradition omgärdar staden och den ursprungliga kyrkogården, Boot Hill, finns bevarad, där bland annat offer för eldstrider begravdes. Den idag blygsamma befolkningen består huvudsakligen av pensionerade gruvarbetare och enstaka familjer.